# 本経寺 (大田市)
本経寺（ほんきょうじ）は、島根県大田市仁摩町にある日蓮宗の寺院である。山号は松樹山という。

## 起源と歴史
大正14年に大田市大森より大国に移転するが、過疎化に伴い、現在堂宇は本堂のみ。
- 1573～92年（天正年間）、聖主院日顕により開山。
- 1876年（明治9年）、富士門流の統一教団日蓮宗興門派の結成に参加。
- 1899年（明治32年）、日蓮宗興門派は日蓮本門宗（本門宗）と改称。
- 1925年（大正14年）、大田市大森より現在地に移転。
- 1941年（昭和16年）、本門宗は一致派の日蓮宗、勝劣派の顕本法華宗とともに三派合同を行い、日蓮宗を結成。

## 歴代住職
- 聖主院日顕

## 所在地
- 島根県大田市大国1056

## 関連文献
- 島根県教育委員会・大田市教育委員会「大谷地区本経寺墓地の調査」『石見銀山遺跡石造物調査報告書』第13巻、2013年3月。